# 52. vestlige længdekreds
Den 52. vestlige længdekreds (eller 52 grader vestlig længde) er en længdekreds, der ligger 52 grader vest for nulmeridianen. Den løber gennem Ishavet, Grønland, Atlanterhavet, Sydamerika, det Sydlige Ishav og Antarktis.